# Expédition du Nord (révolte des Taiping)
Pour les articles homonymes, voir Expédition (militaire).
 (mai 2021).
Si vous disposez d'ouvrages ou d'articles de référence ou si vous connaissez des sites web de qualité traitant du thème abordé ici, merci de compléter l'article en donnant les références utiles à sa vérifiabilité et en les liant à la section « Notes et références ».
L' expédition du Nord (en chinois :太平天國 北伐) était une campagne entreprise par le royaume céleste Taiping contre la dynastie Qing pendant la révolte des Taiping. Son but était de capturer Pékin puis d'achever un encerclement du nord et de l'ouest de la Chine. Lancée en mai 1853, l'expédition du Nord est renforcée en cours de route de Jiangsu à Zhili avant d'être détruite au début de 1855.

## Plan
L'expédition du Nord a été conçue par Yang Xiuqing peu de temps après la chute de Nanjing en mars 1853. Il était prévu de marcher vers le nord jusqu'à Pékin avant de se tourner vers l'ouest et de rencontrer finalement l'expédition occidentale concurrente qui devait attaquer le Sichuan.  Le Taiping croyait qu'un tel mouvement de pince pourrait capturer toute la Chine occidentale et septentrionale. Il était également prévu, en conjonction avec l'expédition occidentale, de soulager la pression sur les possessions de Taiping causée par la formation des Qing des fronts nord et sud.

## L'expédition
L'expédition du Nord, sous le commandement de Lin Fengxiang et Li Kaifang, quitte Yangzhou le 8 mai 1853. À Pukou, l'expédition reçoit des renforts de Nanjing et avance vers Chuzhou. Initialement, la force se déplace rapidement à travers l'Anhui puis le Henan, ne laissant aucune station de ravitaillement ou garnison derrière et refusant d'assiéger des villes bien défendues.
L'armée de Taiping atteint le fleuve Jaune en juin mais les Qing avaient ordonné que tous les bateaux soient retirés de la rive sud. Cependant, des bateaux ont été découverts dans le comté de Fan fin juin. Seuls 30 000 à 40 000 soldats de Taiping ont pu traverser la rivière jusqu'à l'arrivée des forces Qing. Avec ses forces divisées, Li Kaifang a été forcé d'abandonner le siège de Huaiqing.
Les forces de Taiping ont parfois coopéré avec une révolte parallèle, les milices de Nian . 
La force continue de recruter des habitants pendant sa marche, gonflant à une taille d'environ 70 000 à 80 000 au moment où elle atteint Huaiqing au Henan . 
Abandonnant sa stratégie antérieure, l'expédition du Nord assiège sans succès Huaiqing pendant deux mois. C'est un désastre pour l'expédition car les Qing infligent de lourdes pertes aux Taiping et gagnent un temps précieux pour préparer la défense de Pékin face à l'armée à venir. 
Après avoir abandonné le siège, l'expédition du Nord se retire vers l'ouest dans le Shanxi puis de nouveau vers le nord en direction du Zhili. Le conseil mandchou était si sûr que les rebelles prendraient Pékin qu'il ordonne que toutes les recettes fiscales futures soient envoyées en Mandchourie. Il fait appel à l'infanterie et à la cavalerie de l'armée des Huit Bannières, recrutée en Mandchourie et en Mongolie, pour protéger la capitale en cas d'attaque.
Cependant, le 30 octobre, l'expédition du Nord n'entreprend pas immédiatement un assaut contre Pékin mais se dirige vers Tianjin. Li a envoyé des renforts et a prévu qu'ils arrivent en février mais les troupes des Taiping étaient incapables de gérer les hivers du nord de la Chine. Le 5 février, Li ordonne une retraite vers le sud. Le retard dans l'attaque de Pékin a permis à l'armée impériale de se regrouper et les Qing peuvent contre-attaquer avec succès. Les généraux Qing sont allés jusqu'à briser les digues du Grand Canal pour inonder les rebelles. 
Une armée de secours est envoyée au nord d'Anqing au début de 1854 mais n'a jamais pu faire sa jonction avec l'expédition du Nord comme prévu. Li et ses officiers supérieurs sont capturés le 31 mai 1855.

## Évaluation
L' erreur critique fut la décision de l'expédition du Nord de renoncer à attaquer Pékin en faveur de Tianjin. Si les Taiping avaient immédiatement assiégé Pékin, il est probable qu'elle serait tombée. Les maladresses tactiques, les intempéries et les pénuries de provisions ont également contribué à l'échec de la campagne. En fin de compte, l'expédition du Nord était un désastre complet, aboutissant à la destruction de presque toute la force avant le 31 mars 1855. 